# 李伟坤
李伟坤（1951年—），男，广东揭阳人，中国摄影家，中国摄影家协会原副主席、顾问，广东省摄影家协会主席，广东省文学艺术界联合会原副主席。